# Sulya
Sulya (engelska: Sullia, bengali: সুলিয়া, kannada: ಸುಳ್ಯ) är en ort i Indien.   Den ligger i distriktet Dakshina Kannada och delstaten Karnataka, i den södra delen av landet, 1 800 km söder om huvudstaden New Delhi. Sulya ligger 119 meter över havet och antalet invånare är 18 950.
Terrängen runt Sulya är kuperad söderut, men norrut är den platt. Runt Sulya är det ganska tätbefolkat, med 207 invånare per kvadratkilometer. Det finns inga andra samhällen i närheten. I omgivningarna runt Sulya växer huvudsakligen savannskog.